# Jack Harries

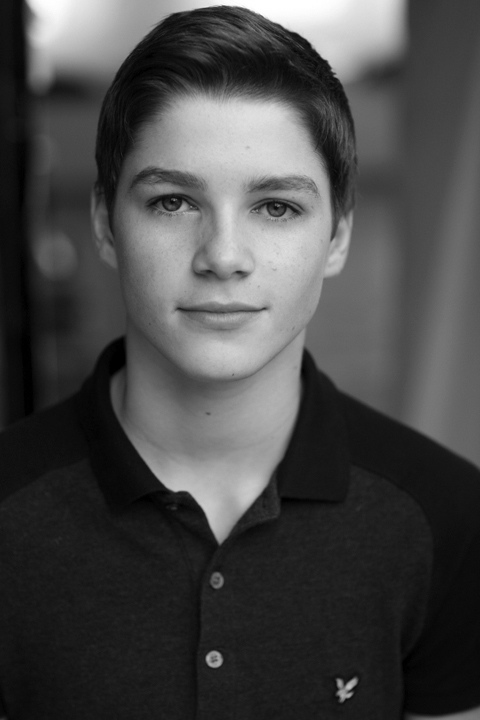
Jack Harries em Abril de 2011

Jackson Frayn Harries (Londres, 13 de maio de 1993) é um documentarista e cineasta inglês. Harries começou sua carreira de ator profissional aos treze anos de idade e tornou-se conhecido pelo canal Channel 4 no programa da School of Comedy e seu canal no YouTube JacksGap, que tem mais de quatro milhões de inscritos.
Através do sucesso de seu blog, Jack se concentrou em aumentar a conscientização sobre questões sobre migração e mudança climática. O filme mais recente de Jack, "Our Changing Climate", foi premiado pela equipe do Vimeo. Atualmente, ele é mestre em Etnografia e Documentário na UCL.
Jack trabalhou para clientes como WWF, Marriot, Skype, Teenage Cancer Trust, The School Fund e Google.

## Vida Privada
Jack Harries nasceu em 13 de maio de 1993 em Londres, Inglaterra. Seu pai, Andy Harries, é produtor de televisão e cinema, sua mãe, Rebecca Frayn, é atriz e diretora. Seu avô materno, Michael Frayn, é um dramaturgo e romancista. Harries tem um irmão gêmeo idêntico, Finnegan Frayn Harries, que é dois minutos mais velho, e uma irmã, Emmy Lou. Ele cresceu em Chiswick, Londres, e visitou a The Harrodian School com a idade de oito a dezoito anos, onde estudou mídia, fotografia e história da arte, além de cursos obrigatórios. Jack Harries começou um estudo de drama na Universidade de Bristol, mas ele parou porque quer se concentrar totalmente em seus vídeos no YouTube.

## Carreira

### Ator
Em 2006, aos treze anos de idade, Harries fez sua estreia como o filho de Brendan Coyle no programa dramático de televisão da ITV, Perfect Parents. No ano seguinte, ele apareceu como "Barry" em um episódio da comédia da BBC Comedy: Shuffle.

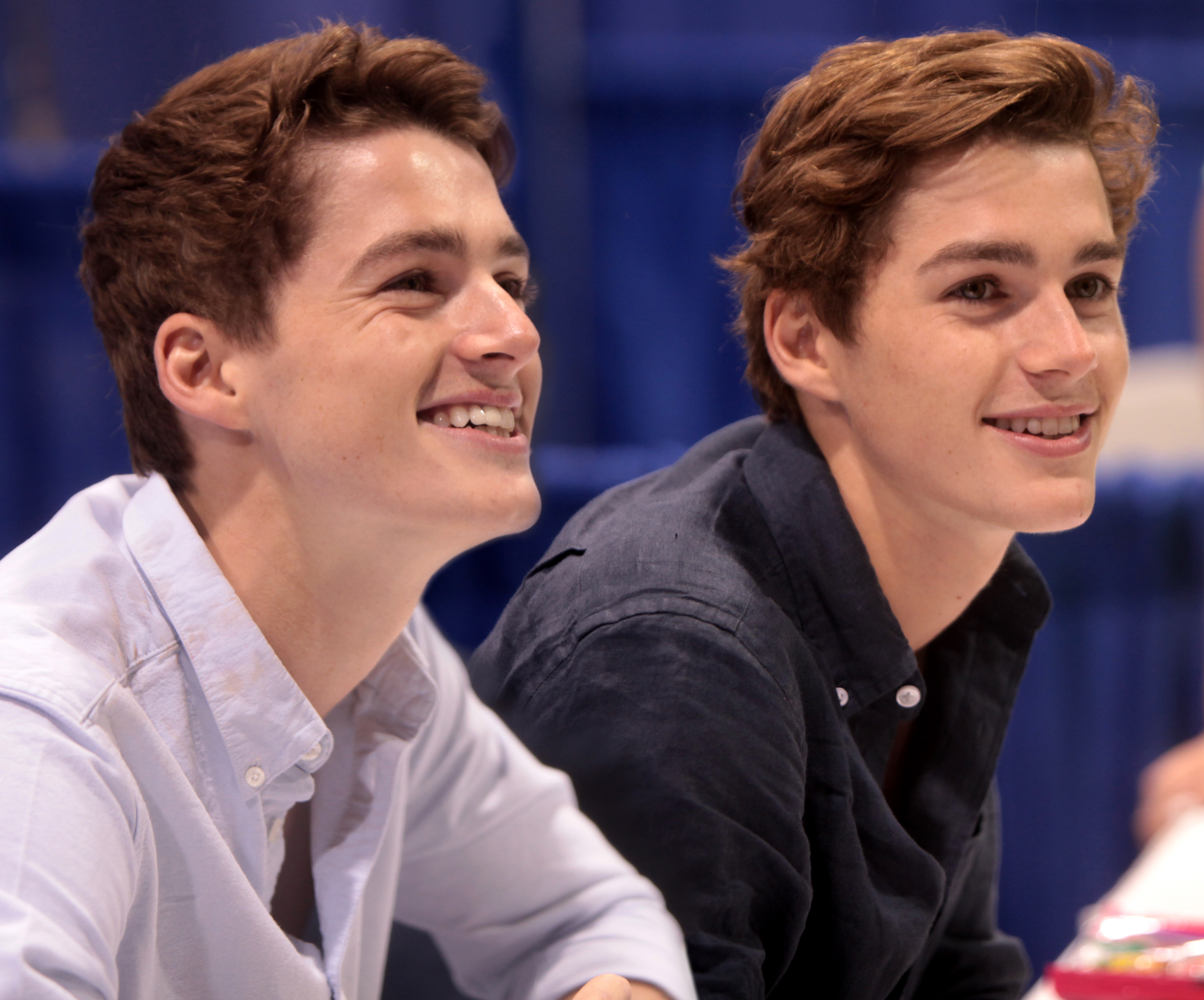
Jack & Finn Harries

Em 2008, Harries junta-se ao elenco da comédia de quadrinhos do Channel 4 no programa School of Comedy. O programa, inspirado por uma performance dada por Harries e seus colegas de classe no Festival Fringe de Edimburgo, foi transmitido pela primeira vez como um episódio piloto no Comedy Lab do Channel 4, antes de ser escolhido como um programa independente que foi transmitido por duas temporadas. No programa, Harries retratou uma variedade de personagens em diferentes esboços de comédia. Seu irmão gêmeo Finn apareceu em dois esboços como o clone de Harry.
Em 2011, Harries apareceu como um amado de Abigail Hardingham em um anúncio do KFC.

### Vlogger
Em junho de 2011, Harries começou seu canal no YouTube, JacksGap, como uma maneira de registrar seu Gap year para a família e amigos depois que ele terminou o ensino médio. Ele queria fazer vlogs porque gostava de contar histórias, mas não era bom em escrever as coisas.
Depois de um tempo, o irmão gêmeo de Jack, Finn, também se juntou aos vídeos do YouTube. O canal, no entanto, ainda era chamado JacksGap.
Em abril de 2012, o canal alcançou 10.000 inscritos e Harries foi convidado para se tornar um parceiro do YouTube. As receitas de seu canal logo passaram ao dobro do que ele ganhava anteriormente com seu emprego na Apple, o que lhe permite viajar durante algum tempo. Os vídeos no canal de Harrie variam de vlogs e comédia a bungee jumping, monociclos e criação de balões de animais, bem como documentações das viagens com seu irmão gêmeo para Roma, Ibiza e Tailândia. Além de aparecer com seu irmão, Finn, Os vídeos de Harrie incluem outras notáveis personalidades do YouTube, incluindo Louis Cole, Caspar Lee, Tyler Oakley, Dan Howell e outros.
O seu canal do Youtube atingiu 4 milhões de assinantes.

## Filmografia
| Ano       | Tiítulo          | Papel         |
| --------- | ---------------- | ------------- |
| 2006      | Perfect Parents  | Ed's Boy      |
| 2007      | Comedy: Shuffle  | Barry         |
| 2008      | Comedy Lab       | Verschillende |
| 2008–2010 | School of Comedy | Verschillende |